# Lotus 51

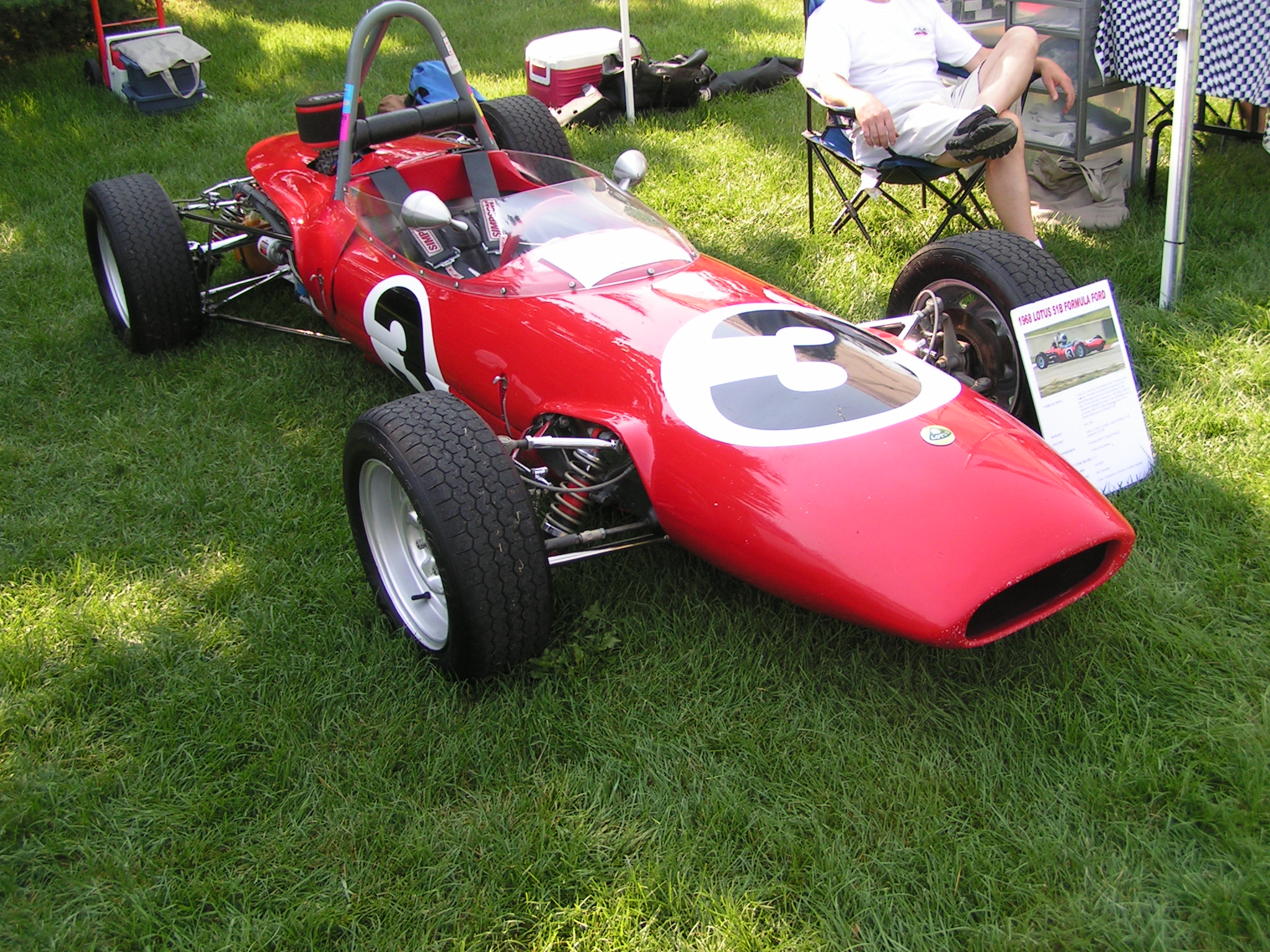
Lotus 51

Der Lotus 51 war ein Formel-Ford-Rennwagen, 1967 gebaut vom britischen Motorsportteam Lotus.
Der Lotus 51 wurde 1967 ein Verkaufsschlager für Colin Chapman und das Lotus-Team. 218 Fahrzeuge wurde gebaut und verkauft (manche Quellen sprechen allerdings nur von einer Stückzahl von 150 Fahrzeugen). Der Preis für ein Fahrzeug belief sich auf 955 Pfund Sterling. 
Der Wagen beruhte auf dem Lotus 31, einem Formel-3-Fahrzeug von Lotus. Der Rennwagen war wendig und schnell, hatte einen kurzen Radstand und war mit einem Leergewicht von 412 kg extrem leicht. 1969 wurde der Wagen vom Lotus 61 abgelöst. 1968 wurde der 51R – ein Einzelstück – gebaut. Der Wagen hatte breitere Seitenkästen und war ursprünglich als Konzept für ein Nachfolgemodell gedacht. Der Wagen wurde zu einem Preis von 1095 Pfund an einen US-amerikanischen Sammler verkauft, der den 51R nie bei einem Rennwettbewerb einsetzte.